# Černý potok (Radbuza)
Der Černý potok, abschnittsweise auch Čerchovka bzw. Horšovský potok (deutsch Schwarzbach, am Oberlauf Chodenschlosser Bach) ist ein rechter Zufluss der Radbuza in Tschechien.

## Verlauf
Der Černý potok entspringt einen reichlichen Kilometer nördlich des Čerchov (Schwarzkopf; 1042 m n.m.) im Oberpfälzer Wald/Český les. Seine Quelle befindet sich am Osthang des Vorberges Černovrší (Schwarzeberg; 793 m n.m.). In unmittelbarer Nähe entspringen auch die Teplá Bystřice (Warme Pastritz) sowie ein weiterer Černý potok, der in Bayern bei Höll als Schwarzbach in die Böhmische Schwarzach mündet.
An seinem Oberlauf fließt der Černý potok zunächst mit nordöstlicher Richtung durch ausgedehnte Wälder bis Rudolfova Pila und wendet sich dort nach Südosten. Über Mlýneček erreicht der Bach dann Pec, wo sich seine Fließrichtung nach Nordosten ändert. Bei Na Šlejfu verlässt der Černý potok das Landschaftsschutzgebiet Český les. Zwischen Pila und Trhanov überquert die Bahnstrecke Domažlice–Tachov den Bach. Anschließend fließt der Bach mit nördlicher Richtung vorbei an Nový Hamr, Klenčí pod Čerchovem, Dlouhý Mlýn, Ždánov, Červený Mlýn, Nový Pařezov, Podhamří, Papírna, Starý Pařezov, Otov und Ohnišťovice durch die Chodská pahorkatina. Unterhalb von Ohnišťovice wendet sich der Černý potok nach Osten und nimmt bei Meclov nordöstliche Richtung. Entlang seines Unterlaufs liegen die Orte Mašovice, Podhájí und Svatá Anna. Nach 27,8 Kilometern mündet der Černý potok gegenüber von Nová Ves am Teich Novoveský rybník in die Radbuza. Sein Einzugsgebiet umfasst 170,3 km², von denen 2 km² in Deutschland liegen.
Zwischen der Einmündung des Baches Klenečský potok und Nový Pařezov erstreckt sich linksseitig des Baches das Naturreservat Postřekovské rybníky. Die Bahnstrecke Staňkov–Poběžovice folgt zwischen Meclov und Svatá Anna dem Lauf des Baches.

## Zuflüsse
- Capartický potok (l), bei Rudolfova Pila
- Bystřice (r), bei Pila
- Klenečský potok (l), bei Červený Mlýn
- Mlýnecký potok (l), bei Starý Pařezov
- Vlkanovský potok (l), unterhalb von Otov
- Pivoňka (l), bei Zámělíč
- Mračnický potok (r), bei Podhájí

## Durchflossene Teiche
- U Mlýnečku, in Mlýneček
- Trhanovský rybník, in Trhanov
- Ohnišťovický rybník, bei Ohnišťovice